# МАВАГ

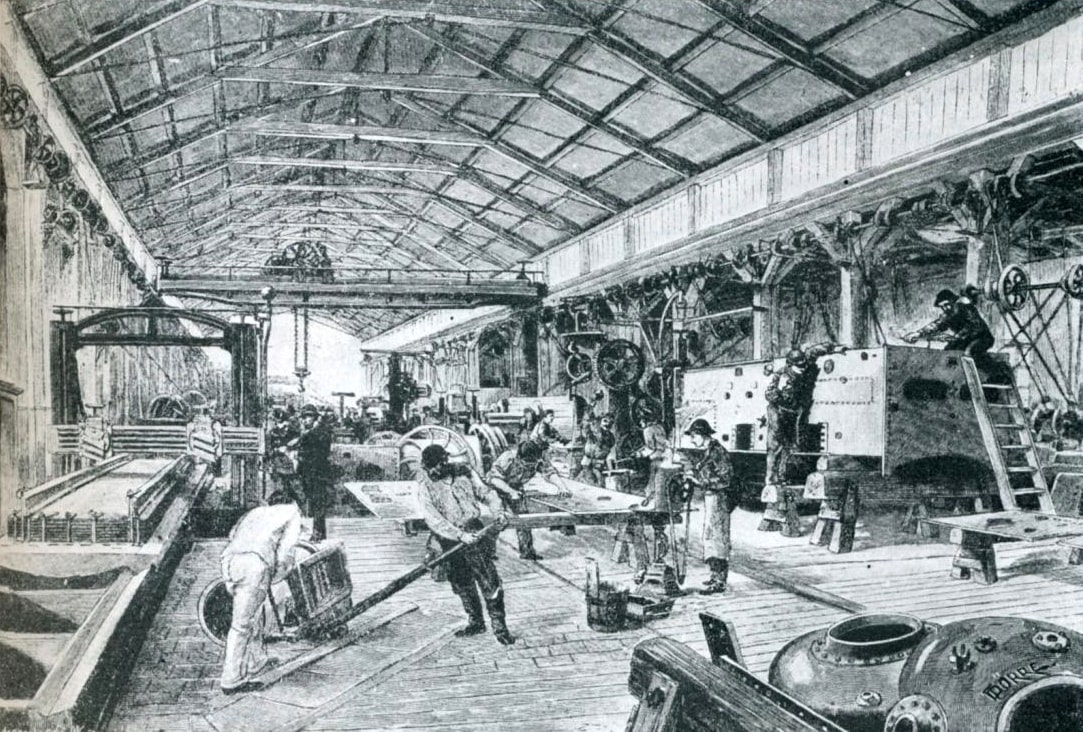
MÁVAG в 1898 г.

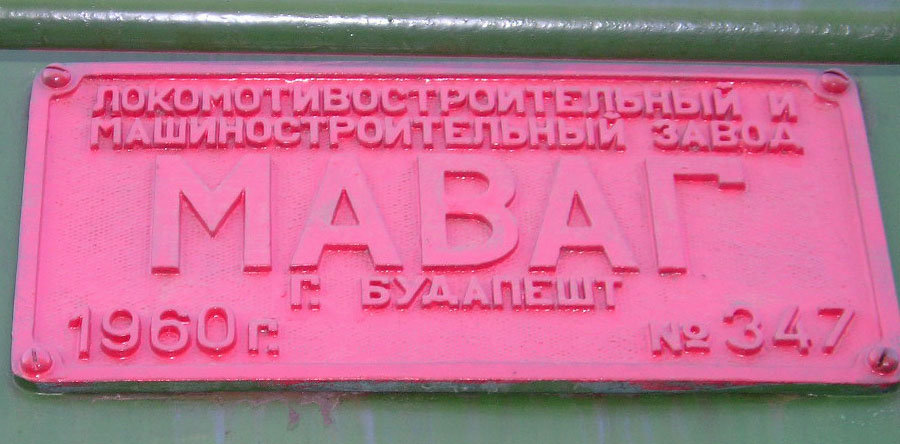
Табличка производителя на тепловозе ВМЭ1

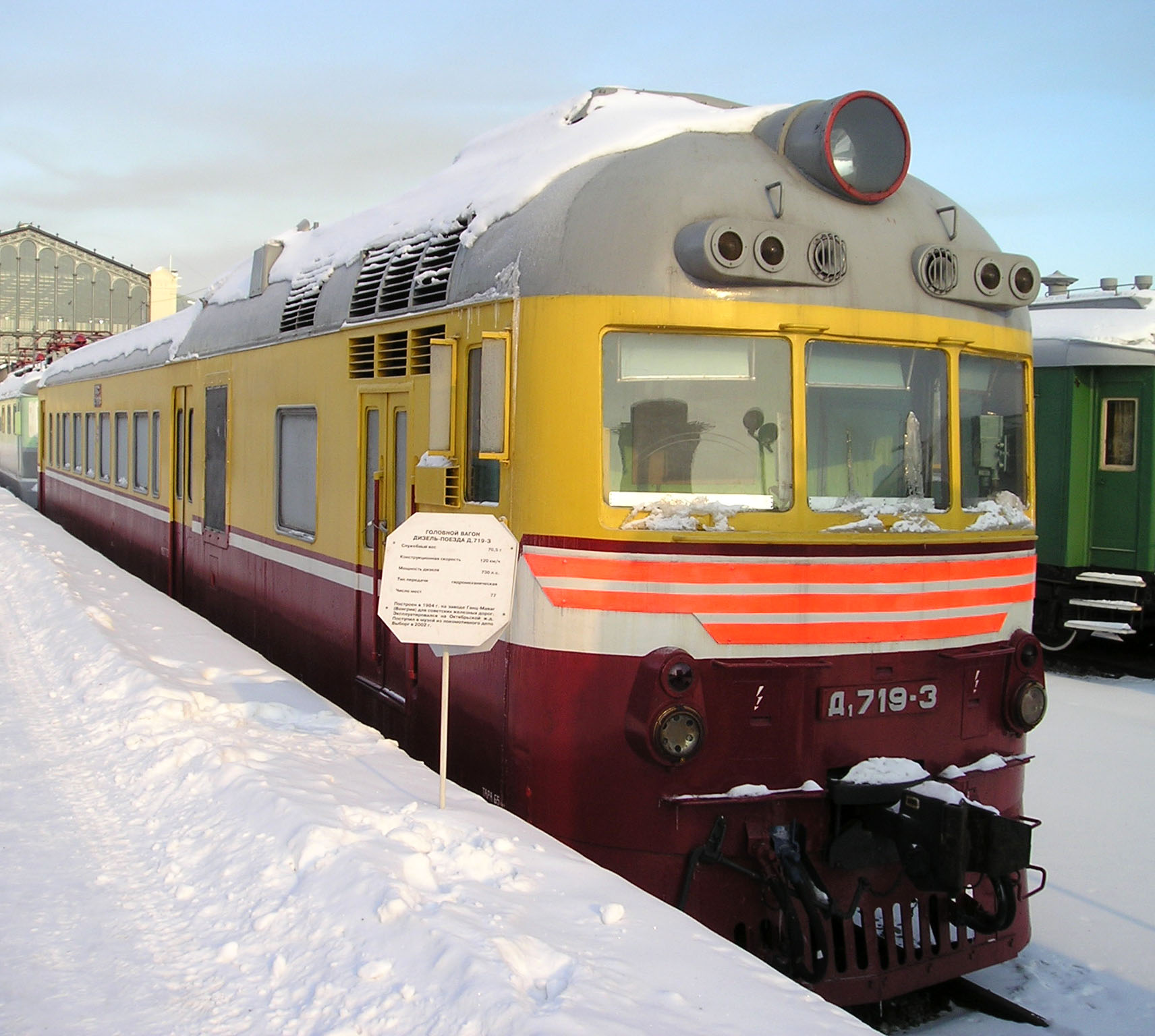
Дизель-поезд Д1 в Музее Октябрьской железной дороги на Варшавском вокзале в Санкт-Петербурге

МАВАГ — венг. MÁVAG сокр. от Magyar Királyi Állami Vas-, Acél- és Gépgyárak — Венгерские Королевские Государственные металлургические, сталелитейные и машиностроительные заводы, город Будапешт. Основные производственные мощности МАВАГ располагались в Диошдьёре.
С XIX века компания являлась одним из крупнейших венгерских производителей в отрасли машиностроения. Первый паровоз был произведён компанией в 1873 году. До 1959 года компанией МАВАГ было построено 7578 локомотивов.

## История
В годы Второй мировой войны предприятие было головным в составе королевского производственного консорциума, объединившего в себе двадцать два предприятия, занимавшегося выпуском различной продукции военного назначения, в том числе зенитных автоматических пушек «Бофорс» для войск Третьего рейха.
После Второй мировой войны компания была национализирована и из её названия исчезло слово Королевская (Királyi). Десять дизель-поездов, построенных компанией, были переданы Венгрией в счет репараций Советскому Союзу, где получили обозначение ДП. Множество локомотивов шло на экспорт в Италию, Румынию, Египет, Индию, Югославию, Корею и СССР.
Для железных дорог СССР на заводе выпускали паровозы серии Эр, пассажирские дизель-поезда ДП-0, маневровый тепловоз ВМЭ1, пассажирские дизель-поезда Д (трёхвагонные) и, позже, Д1 (четырёхвагонные).
В 1959 году МАВАГ объединилась с производителем тепловозов компанией Ганц (Ganz) и была переименована в Ганц-МАВАГ (Ganz-MÁVAG).
С 1973 по 1984 год завод производил тепловоз серии М41.

### История наименований
- 1870 — Magyar Királyi Államvasutak Gép- és Kocsigyára (Венгерский Королевский машино- и вагоностроительный завод Государственных железных дорог)
- 1873 — Magyar Királyi Államvasutak Gépgyára, сокр. MÁV Gépgyár (Венгерский Королевский машиностроительный завод Государственных железных дорог)
- 1902 — Magyar Királyi Állami Vasgyárak (Венгерские Королевские Государственные металлургические заводы)
- 1925 — Magyar Királyi Állami Vas-, Acél- és Gépgyárak, сокр. MÁVAG (Венгерские Королевские Государственные металлургические, сталелитейные и машиностроительные заводы)
- 1943 — Vitéz Horthy István Magyar Királyi Állami Vas-, Acél- és Gépgyárak (Венгерские Королевские Государственные металлургические, сталелитейные и машиностроительные заводы имени витязя Иштвана Хорти)
- 1945 — Magyar Állami Vas-, Acél- és Gépgyárak (Венгерские Государственные металлургические, сталелитейные и машиностроительные заводы)
- 1949 — MÁVAG Mozdony- és Gépgyár (Локомотиво- и машиностроительный завод MÁVAG)
- 1959 — Ganz-MÁVAG Mozdony- Vagon- és Gépgyár (до 1988 года) (Локомотиво-, вагоно- и машиностроительный завод Ganz-MÁVAG)

## Фотогалерея

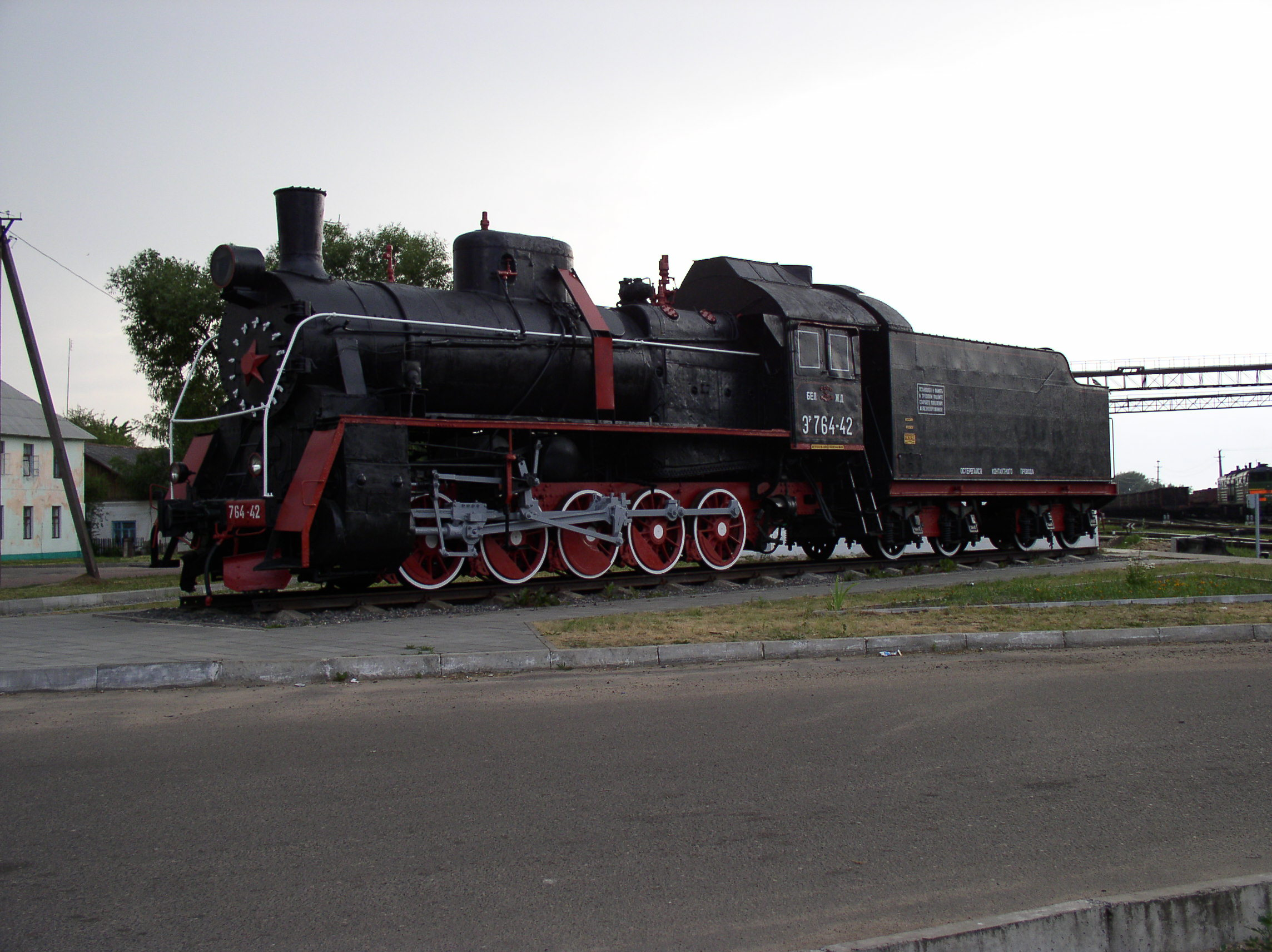
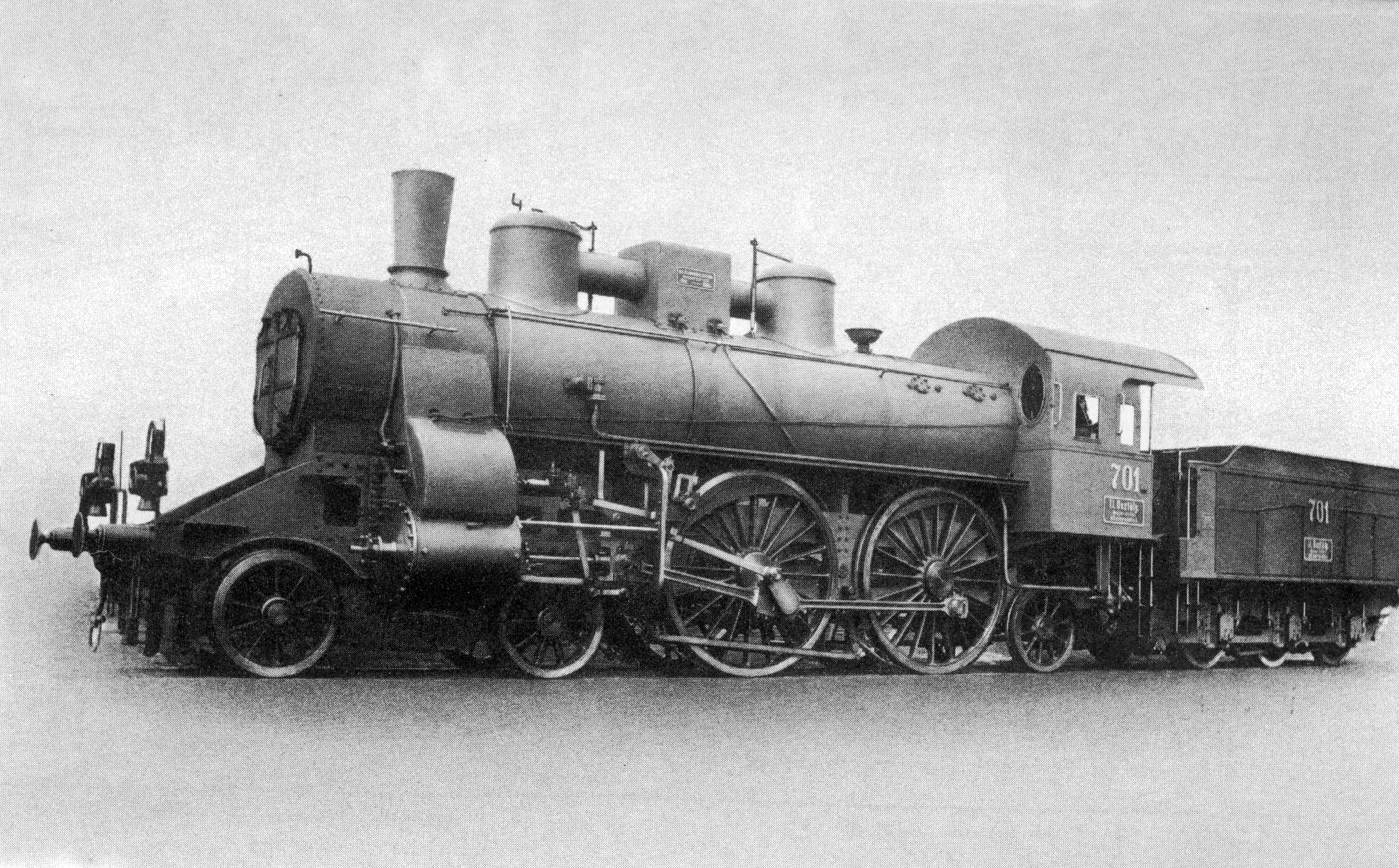
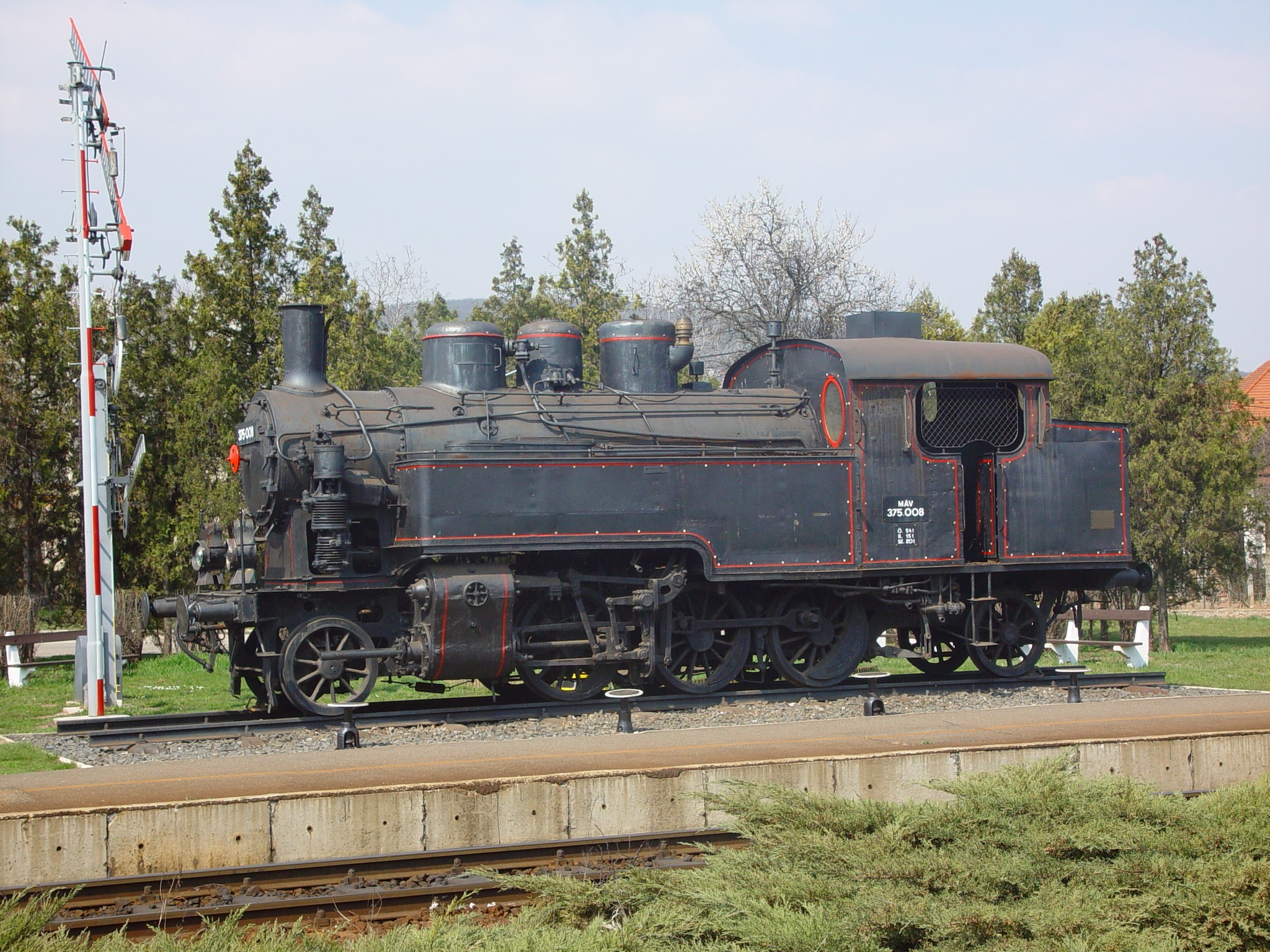
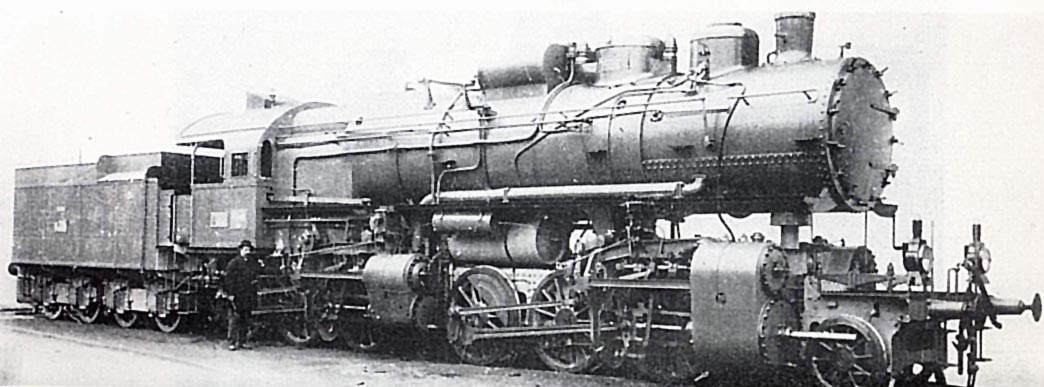